# Guyena
Guyena o Guiena (en francés, Guyenne; en occitano, Guiana) era una antigua provincia francesa que correspondía aproximadamente a la provincia romana de Aquitania Secunda y la archidiócesis de Burdeos, al sudoeste del país. El nombre Guyenne proviene de Aguyenne, una transformación popular de Aquitania.

Francia en 1477, cuando Guyena era parte del dominio real.

En el siglo XII formó, junto con Gascuña, el ducado de Aquitania, que pasó bajo el dominio de los reyes de Inglaterra por el matrimonio de Leonor de Aquitania con Enrique II. En el siglo XIII, a través de las conquistas de Felipe II, Luis VIII y Luis IX, quedó confinado dentro de los límites más estrechos establecidos por el tratado de París de 1259. Fue en este punto que Guyena se diferencia de Aquitania. Luego comprendía el Bordelais (el antiguo condado de Burdeos), el Bazadais, parte del Périgord, Lemosín, Quercy y Rouergue, una parte de Saintonge y los Agenais cedidos por Felipe III a Eduardo I en 1279. Todavía unido con Gascuña, formó un ducado que se extendía desde el Charentes a los Pirineos. Este ducado se alzó como un feudo en los términos de homenaje a los reyes franceses y ambos, en 1296 y 1324, fueron confiscados por los reyes de Francia por el incumplimiento de los deberes feudales.

Tratado de Bretigny (1360).

En el Tratado de Brétigny (1360), el rey Eduardo III de Inglaterra adquirió la plena soberanía del ducado de Guyena, junto con Aunis, Saintonge, Angoumois y Poitou. Las victorias de Bertrand du Guesclin y Gaston III, conde de Foix, restauraron el ducado poco después a sus límites del siglo XIII. En 1451, fue conquistado y finalmente unido a la Corona francesa por Carlos VII. En 1469, Luis XI se lo dio a cambio de Champaña y Brie a su hermano Carlos, duque de Berry (1446–1472), después de cuya muerte en 1472, se unió nuevamente al dominio real.
Guyennea luego formó un gobierno general que a partir del siglo XVII se unió con Gascuña. El gobierno de Guyena y Gascuña (Guienne et Gascogne), con su capital en Burdeos, duró hasta el final del Antiguo Régimen (1792). Bajo la Revolución francesa, los departamentos formados por la propia Guyena fueron Gironda, Lot y Garona, Dordoña, Lot, Aveyron y la parte principal de Tarn y Garona.
Hoy en día este término no supone ninguna realidad política ni social.